# Иван Деведжиев
Иван Пенчев Деведжиев е български офицер, полковник.

## Биография
Роден е на 4 януари 1893 г. в търновското село Леденик. През 1915 г. завършва Военното училище в София. От 1939 г. е командир на двадесет и трети пехотен шипченски полк, а от 1941 г. и на тридесет и трети пехотен свищовски полк. На следващата година е назначен за началник на граничната служба на четвърта армия. В периода 20 май – 20 октомври 1944 е командир на четвърта гранична бригада. Уволнен е на 26 януари 1945 г. Осъден на смърт от Народния съд..

## Военни звания
- Подпоручик (25 август 1915)
- Поручик (30 май 1917)
- Капитан (1 май 1920)
- Майор (15 май 1930)
- Подполковник (26 август 1934)
- Полковник (3 октомври 1938)